# Bakonya
Bakonya es un pueblo ubicado en el condado de Baranya, Hungría.

## Superficie
Posee una superficie de 15,07 kilómetros cuadrados.

## Demografía
Hasta 2021 la población era de 338 habitantes, con una densidad de población de 22,42 habitantes por kilómetro cuadrado.